# Ghizlane Chhiri
Ghizlane Chhiri (arabisch غزلان الشهيري, DMG Ġizlān aš-Šahīrī; * 11. September 1994 in Agadir) ist eine marokkanische Fußballspielerin.

## Karriere

### Klub
Auf Klubebene spielt sie seit der Saison 2018/19 bei FAR Rabat.

### Nationalmannschaft
Mit der marokkanischen A-Nationalmannschaft nahm sie am Afrika-Cup 2022 teil, wo sie im Achtelfinale und dem Finalspiel eingesetzt wurde, wo sie hier jedoch am Ende gegen Südafrika verlor. Dies reichte dem Team aber, damit man sich für die Weltmeisterschaft 2023 qualifizierte.